# Wiener Stadthalle
La Wiener Stadthalle è un complesso polifunzionale per eventi di Vienna, sito nel distretto Rudolfsheim-Fünfhaus, composto da sei edifici principali e da una piscina.
Costruita in più fasi a partire dal 1953, si tratta del maggior impianto per eventi del paese nonché tra i maggiori d'Europa e ha ospitato nel corso della sua storia numerosi eventi sportivi (tra cui i campionati mondiali di hockey su ghiaccio nel 1967, nel 1977, nel 1987, nel 1996 e nel 2005, i Campionati europei di nuoto in vasca corta 2004 e i Campionati mondiali di judo 2021) e musicali (tra cui l'Eurovision Song Contest 2015 e 2026) oltre che produzioni teatrali e televisive.
È gestita dalla società Wiener Stadthalle Betriebs- und Veranstaltungsgesellschaft m.b.H., controllata a sua volta dalla municipalizzata Wien Holding.

## Storia
Nel 1952 il Consiglio comunale di Vienna decise di costruire un ampio complesso multifunzionale sull'area precedentemente occupata dal cimitero dello Schmelz e destinata, inizialmente, ad ospitare la sede del museo civico, costruita in seguito sulla Karlsplatz. Fu quindi bandito un concorso, vinto tra i 16 partecipanti dai progetti degli architetti Roland Rainer e Alvar Aalto.
Il progetto definitivo fu assegnato a Rainer e la prima pietra del complesso fu posata nell'ottobre 1953, sebbene i lavori iniziarono nel marzo 1954. I lavori delle prime due sale, A e B, furono completati nel 1957 e l'intero complesso fu inaugurato ufficialmente il 21 giugno 1958 dal Presidente federale Adolf Schärf.
Tra il 1972 e il 1974, in occasione dei Campionati europei di nuoto, fu costruita la piscina comunale, progettata sempre da Rainer.

## Caratteristiche
L'arena è suddivisa in sei sale: la A e la B servono per la ginnastica, la C per gli sport sul ghiaccio, la D per i concerti, la E per eventi di portata minore (ad esempio, i musical) e la F per eventi femminili (come successo per i Women's World Award).
Nel 1974 è stata inaugurata anche una piscina pubblica, la Stadthallenbad.
L'arena ospita ogni anno il famoso torneo di tennis del Vienna Open e lo spettacolo di pattinaggio su ghiaccio Holiday On Ice.

## Concerti
Alla Wiener Stadthalle si sono svolti numerosi concerti:
- The Who, 2 settembre 1972, durante il tour europeo.
- Alice Cooper, 7 settembre 1975, nell'ambito del Welcome to My Nightmare Tour.
- Led Zeppelin, 26 giugno 1980, Tour Over Europe 1980.
- Lo show germanico Wetten Dass..? ha fatto tappa al Wiener 3 volte: 22 marzo 1997, 7 dicembre 2002, 23 marzo 2013.
- Queen, 21 e 22 luglio 1986, Magic Tour.
- Whitney Houston vi ha tenuto quattro concerti: il 16 giugno 1988 (Moment of Truth Tour), il 22 e 23 ottobre 1999 (My Love Is Your Love World Tour) e il 19 maggio 2010 (Nothing but Love World Tour).
- Janet Jackson, 3 maggio 1998, Velvet Rope Tour. Avrebbe anche dovuto tenere un secondo concerto nel 2001 per l'All For You Tour, ma venne cancellato a causa degli attentati dell' 11 settembre.
- Le Spice Girls, il 15 e 16 maggio 1998, Spiceworld Tour.
- Robbie Williams, il 13 marzo 2001, The Sermont on the Mount Tour.
- Al Bano Carrisi, il 11 aprile 2003, Carrisi Canta Caruso Tour - Austria 2003.
- Al Bano & Romina Power, nel 1991 durante uno dei loro tour europei.
- Mariah Carey, il 19 ottobre 2003, Charmbracelet World Tour.
- Marilyn Manson ha tenuto tre concerti allo Stadthalle: il 12 dicembre 2003 (Grotesk Burlesk Tour), il 26 novembre 2007 (Rape of the World Tour) e l' 8 dicembre 2012 assieme a Rob Zombie (Twins of Evil Tour).
- Britney Spears, il 22 maggio 2004, The Onyx Hotel Tour.
- Cher, il 1º giugno 2004, Living Proof: The Farewell Tour.
- I Red Hot Chili Peppers, il 6 e 7 dicembre 2006 (Stadium Arcadium World Tour), il 7 dicembre 2011 (I'm with You World Tour) e il 21 novembre 2016 (The Getaway World Tour).
- Ennio Morricone con la sua orchestra, il 12 dicembre 2007.
- I Maroon 5 avevano programmato un concerto il 14 dicembre 2007 per il loro It Won't Be Soon Before Long Tour, ma venne cancellato a causa di problemi di programmazione.
- Céline Dion ha suonato per la prima volta in Austria il 1º luglio 2008 durante il Taking Chances Tour.
- Sezen Aksu ci ha suonato il 29 novembre 2008.
- Prince, il 29 e 30 maggio 1987 (Sign o' the Times Tour) e il 13 luglio 2013 (Prince 20Ten Tour).
- Sting, il 5 novembre 2010 con il suo Symphonicities Tour insieme alla Royal Philharmonic Orchestra.
- LMFAO, 2012, Sorry for Party Rocking Tour
- Pitbull, il 4 luglio 2012, Planet Pit Tour.
- Lady Gaga, l'11 novembre 2010 (The Monster Ball Tour) e il 18 agosto 2012 (The Born This Way Ball).
- I Muse, il 19 novembre 2013, The 2nd Law Tour.
- Justin Bieber, il 30 marzo 2013, Believe Tour.
- Rihanna, il 9 luglio 2013, per la prima volta a Vienna e la seconda in Austria, durante il Diamonds World Tour.
- Selena Gomez, il 17 settembre 2013, Stars Dance Tour
- Anastacia, il 30 ottobre 2004 e il 15 febbraio 2005 (Live at Last Tour) e il 28 gennaio 2015 (Resurrection World Tour).
- Il 6 agosto 2014 ORF ha deciso che presso quest'arena si sarebbe svolto l'Eurovision Song Contest 2015.[1]
- Ellie Goulding, il 29 gennaio 2016, Delirium World Tour
- Ariana Grande, il 3 settembre 2019, Sweetener World Tour.
- Gigi D'Agostino, il 10 novembre 2019.
- Panic! at the Disco, Viva Las Vengeance tour, il 20 Febbraio 2023.
- Eurovision Song Contest 2026 Il 20 agosto 2025 ORF ha annunciato che per l'edizione 2026 l'arena ospiterà le tre serate dal 12 al 16 maggio